# Акинсанмиро, Эбенезер
Эбенезер Ажодун Акинсанмиро (англ. Ebenezer Ajodun Akinsanmiro; род. 25 ноября 2004, Нигерия) — нигерийский футболист, полузащитник клуба «Интернационале», выступающий на правах аренды за клуб «Сампдория».

## Клубная карьера
Акинсанмиро — воспитанник клуба «Ремо Старз». В 2023 году игрок подписал контракт на четыре года с миланским «Интером», где начал выступать за молодёжный состав. 25 февраля 2024 года в матче против «Лечче» он дебютировал в итальянской Серии A. В своём дебютном сезоне игрок стал чемпионом Италии.

## Достижения
«Интернационале»
- Чемпион Италии: 2023/24